# Daniël Lohues
Daniël Lohues (Emmen, 16 februari 1971) is een Nederlands componist, zanger, multi-instrumentalist, producer en columnist.

## Biografie
Daniël Lohues werd geboren in Emmen en groeide op in Erica. Van zijn vader, een organist, leerde hij als kind het kerkorgel bespelen, waarop hij wekelijks het jeugdkoor begeleidde. Nadat hij op 13-jarige leeftijd zijn eerste gitaar kreeg, begon hij zijn eerste band. In 1990 werd hij lid van The Charlies, waarvoor hij tijdelijk naar Utrecht verhuisde.

### Skik / The Louisiana Blues Club
In 1994 richtte Lohues de groep Skik op, waar ook bassist Maarten van der Helm en drummer Marlen Davers deel van uitmaakten. Lohues begon voor Skik voornamelijk Drentstalige teksten te schrijven. De band bracht tot 2002 in totaal vijf studioalbums uit en scoorde enkele landelijke hits, waaronder Op fietse, Hoe kan dat nou? en 't Giet zoas 't giet. In 1997 en 1998 speelde Skik op Pinkpop en Lowlands.
In het voorjaar van 2003 richtte hij de band Lohues & the Louisiana Blues Club op. Dit deed hij door in de Verenigde Staten met lokale blues-artiesten een album op te nemen (Ja boeh). Hoogste tied veur de blues, een documentaire van Paul Ruven over de avonturen van Lohues in Louisiana, ging in 2003 in première op het Nederlands Film Festival. De band speelde in 2004 op het North Sea Jazzfestival en in 2007 in het voorprogramma van The Rolling Stones in het Goffertpark in Nijmegen. Tussendoor verscheen in 2005 een tweede album: Grip.

### Soloprojecten
Van 20 januari tot en met 2 april 2006 toerde Lohues solo door Nederland met zijn theatertournee Allennig. Hiervan verscheen op 27 maart 2006 een gelijknamig album met Drentstalige liedjes. In 2008 kreeg dit project een vervolg met Allennig II en in 2009 met Allennig III. In februari 2010 ging Allennig IV van start, waarmee het Allennig-vierluik compleet werd gemaakt. Hier kom ik weg, de B-kant van de single Baat bij muziek, groeide uit tot een van zijn populairste nummers en verschijnt sinds 2009 in de jaarlijkse Top 2000 van Radio 2.
Sinds de start van zijn solocarrière brengt Lohues vrijwel ieder voorjaar een nieuw album uit. Zo verscheen in februari 2011 de cd Hout moet, opgenomen samen met Bernard Gepken, Guus “Staaf” Strijbosch en Bart Wagemakers. De eerste single van dit album was Prachtig mooie dag. Het album stond bijna een half jaar genoteerd in de Nederlandse albumlijst en werd op 2 oktober 2011 onderscheiden met een Edison in de categorie Kleinkunst/theater.
De samenwerking met Gepken, Strijbosch en Wagemakers werd voortgezet op Lohues' volgende albums Gunder (2012), Ericana (2013) en D (2014). Laatstgenoemd album kwam binnen op nummer 1 in de Album Top 100. De single Op 't platteland stond vanaf 2015 meermaals genoteerd in de Top 2000.
Door de jaren heen groeide Daniël Lohues uit tot een van de bekendste en succesvolste dialectzangers van Nederland. Zijn albums Aosem (2016), Moi (2017), Vlier (2018), Sowieso (2020), Daniël Lohues (2022) en Nou (2024) bereikten vrijwel allemaal de top 10 van de Nederlandse albumlijst. Zijn muziek en vaak uitverkochte concerttournees hebben bijgedragen aan een grotere bekendheid van de Drentse streektaal, ook buiten Drenthe. In 2020 werd hem de Culturele prijs van Drenthe toegekend.
Onder de titel Hier kom ik weg verscheen in 2022 een biografie over Lohues, geschreven door Leo Oldenburger.

### Overige activiteiten
Lohues heeft ook voor andere artiesten nummers geschreven, onder wie Jenny Arean, Guus Meeuwis, Freek de Jonge, Paul de Leeuw en Kinderen voor Kinderen.
- In 2001 werkte Lohues samen met DI-RECT bij het maken van hun debuutalbum Discover.
- Sinds 2002 schrijft Lohues wekelijks een column in het Dagblad van het Noorden. Deze werden in 2008 gebundeld uitgegeven onder de titel Zes jaar vrijdagmiddag. In 2016 verscheen een tweede deel.
- Lohues schreef in 2003 de titelsong voor de film Van God Los, genaamd Stan Meyers Blues.
- Solo stond Lohues vanaf 2003 meerdere keren in het voorprogramma van Van Morrisson.
- Lohues zong in 2004 mee op de benefietsingle Als je iets kan doen, ten behoeve van de slachtoffers van de zeebeving in de Indische Oceaan op Tweede Kerstdag 2004.
- De Lohues-song Als de liefde maar blijft winnen werd in 2005 opgenomen door  Paul de Leeuw en eveneens uitgevoerd door Jenny Arean. De Lohues-song Terug naar toen werd in datzelfde jaar opgenomen door Guus Meeuwis voor zijn album Wijzer.
- Lohues schreef in 2007 samen met Freek de Jonge het nummer Aandacht.
- In de zomer van 2007 produceerde Lohues de cd Nederlanders van Herman van Veen. Op dit album zingt Lohues mee op Prijs de dag niet voor het avond is, waarvan de oorspronkelijke Drentstalige versie afkomstig is van zijn cd Allennig.
- In de zomer van 2008 bracht Lohues in het televisieprogramma Het gevoel van de Vierdaagse een niet eerder uitgebracht lied ten gehore: Allemaol onderweg.
- In de herfst van 2008 speelde Lohues de nummers Op fietse en Deurrieden tot an de streep op de uitvaart van Relus ter Beek.
- In zomer 2009 kwam het door Lohues geproduceerde album Cat's Lost van Cuby + Blizzards uit. Het album bereikte de gouden status.
- Daniël Lohues werkte als producer en muzikant meermaals samen met Herman Finkers voor diens theaterprogramma's en albums, waaronder Na de pauze (2009), Liever dan geluk (2010) en Koo wit the floo in Almelo (2015).
- In de zomer van 2010 produceerde Lohues het met een Edison bekroonde album Eindelijk vrij van Rob de Nijs. Het album werd in New Orleans opgenomen en Lohues schreef het merendeel van de nummers.
- In 2013 schreef Lohues mee aan het debuutalbum van The Common Linnets. Hij ontving een triple platina plaat voor zijn medewerking aan dit internationaal succesvolle album.
- Lohues was gastconservator van de tentoonstelling Hier kom ik weg, die op 16 september 2014 geopend werd in het Drents Museum.[1]
- In 2014 was Lohues producer van de cd En Toch... van Henny Vrienten, waarop hij ook te horen is als gitarist en pianist. In datzelfde jaar produceerde en schreef hij tevens de muziek voor de ep Hartenvrouw van Babette van Veen.
- In 2016 schreef Stephanie Struijk samen met Daniël Lohues haar eerste Nederlandstalige album tijdens een roadtrip door Amerika.[2]
- In 2022 schreef Lohues mee aan het nummer Even niet zo goed voor het album Bang voor niks van Matthijn Buwalda.

## Prijzen en nominaties
| Jaar | omschrijving                                                                                        |
| ---- | --------------------------------------------------------------------------------------------------- |
| 1996 | Zilveren Harp, samen met de bandleden van Skik.                                                     |
| 2005 | Op fietse wordt verkozen tot beste Drentse liedje ooit.                                             |
| 2006 | Nominatie voor een Edison in de categorie 'Zanger Nationaal'.                                       |
| 2006 | Okapi Liedprijs 2006 voor het lied Annelie van het album Allennig.                                  |
| 2007 | Annie M.G. Schmidt-prijs voor het beste theaterlied van 2006: Annelie.                              |
| 2008 | Tamboer Trofee, een publieksprijs van Theater De Tamboer in Hoogeveen.                              |
| 2008 | Dagblad van het Noorden-prijs.                                                                      |
| 2011 | Edison in de categorie Kleinkunst/Theater voor zijn cd Hout Moet.                                   |
| 2012 | Ereburger van gemeente Emmen.                                                                       |
| 2012 | Dirk Witte Prijs.                                                                                   |
| 2013 | Johanna van Burencultuurprijs, voor het bevorderen van de cultuur en streektaal van Oost-Nederland. |
| 2015 | Beste blues(rock)gitarist van de Benelux, door het blad Gitarist.                                   |
| 2016 | Musical Award voor zijn bijdrage aan tekst en muziek voor de musical De Tweeling.                   |
| 2017 | Buma Award voor zijn album Moi.                                                                     |
| 2020 | Culturele prijs van Drenthe.                                                                        |

## Discografie
Zie ook de discografieën van Skik en Lohues & the Louisiana Blues Club.

### Albums
| Album met eventuele hitnotering(en) in de Nederlandse Album Top 100 | Datum van verschijnen | Datum van binnenkomst | Hoogste positie | Aantal weken | Opmerkingen |
| ------------------------------------------------------------------- | --------------------- | --------------------- | --------------- | ------------ | ----------- |
| Allennig                                                            | 27-03-2006            | 01-04-2006            | 41              | 8            |             |
| Allennig II                                                         | 31-03-2008            | 12-04-2008            | 15              | 23           |             |
| Allennig III                                                        | 27-03-2009            | 04-04-2009            | 15              | 12           |             |
| Allennig IV                                                         | 05-03-2010            | 13-03-2010            | 5               | 15           |             |
| Hout moet                                                           | 14-02-2011            | 19-02-2011            | 6               | 25           |             |
| Gunder                                                              | 24-02-2012            | 03-03-2012            | 3               | 18           |             |
| Ericana                                                             | 15-02-2013            | 16-02-2013            | 2               | 22           |             |
| D                                                                   | 21-02-2014            | 01-03-2014            | 1(1wk)          | 19           |             |
| Aosem                                                               | 26-02-2016            | 05-03-2016            | 2               | 18           |             |
| Moi                                                                 | 03-03-2017            | 11-03-2017            | 4               | 16           |             |
| Vlier                                                               | 02-03-2018            | 10-03-2018            | 4               | 13           |             |
| Elektrisch Live                                                     | 10-05-2019            | 18-05-2019            | 15              | 2            | Livealbum   |
| Sowieso                                                             | 28-02-2020            | 07-03-2020            | 11              | 2            |             |
| Daniël Lohues                                                       | 18-03-2022            | 26-03-2022            | 4               | 1            |             |
| Nou                                                                 | 15-03-2024            | 23-03-2024            | 7               | 1            |             |
| En zo is 't gaon                                                    | 11-04-2025            | 17-05-2025            | 27              | 2            |             |

### Singles
| Single met eventuele hitnotering(en) in de Nederlandse Top 40 | Datum van verschijnen | Datum van binnenkomst | Hoogste positie | Aantal weken | Opmerkingen                                      |
| ------------------------------------------------------------- | --------------------- | --------------------- | --------------- | ------------ | ------------------------------------------------ |
| Liedje (remix)                                                | 07-2001               | -                     |                 |              | met Abel / Nr. 64 in de Single Top 100           |
| Kerstmis met Joe                                              | 12-12-2006            | -                     |                 |              | Nr. 44 in de Single Top 100                      |
| Baat bij muziek                                               | 08-12-2008            | -                     |                 |              | Nr. 8 in de Single Top 100                       |
| Sneeuwen                                                      | 14-12-2009            | -                     |                 |              | met Herman Finkers / Nr. 30 in de Single Top 100 |

### NPO Radio 2 Top 2000
| Nummers met noteringen in de NPO Radio 2 Top 2000 | '09 | '10 | '11 | '12 | '13 | '14 | '15  | '16  | '17  | '18 | '19 | '20 | '21 | '22 | '23 | '24 |
| ------------------------------------------------- | --- | --- | --- | --- | --- | --- | ---- | ---- | ---- | --- | --- | --- | --- | --- | --- | --- |
| Hier kom ik weg                                   | 403 | 338 | 473 | 570 | 497 | 336 | 424  | 483  | 571  | 673 | 561 | 701 | 717 | 674 | 669 | 594 |
| Op 't platteland                                  | ×   | ×   | ×   | ×   | ×   | -   | 1549 | 1843 | 1980 | -   | 473 | -   | -   | -   | -   | -   |
| Prachtig mooie dag                                | ×   | ×   | 346 | 485 | 371 | 329 | 443  | 461  | 636  | 923 | 700 | 780 | 850 | 847 | 923 | 829 |

1. ↑  Een '-' betekent dat het nummer niet was genoteerd, een '×' betekent dat het nummer nog niet was uitgebracht en een vetgedrukt getal geeft de hoogste notering van een nummer aan.
2. ↑  2009 was het eerste jaar met een notering voor Daniël Lohues.

- Gemeinsame Normdatei: 120990893X
- International Standard Name Identifier: 0000 0003 6900 415X
- MusicBrainz: c69f1010-d9bd-4a4b-a9e8-b893761bdbd7
- Nederlandse Thesaurus van Auteursnamen: 153883138
- Virtual International Authority File: 286821729
- WorldCat: E39PBJgcYBhpxkkbTY8fKWbyBP